# Leopold Casper
Leopold Casper (ur. 31 maja 1859 w Berlinie, zm. 16 marca 1959 w Nowym Jorku) – niemiecki lekarz urolog.

## Życiorys
Studiował medycynę w Berlinie, Londynie i Wiedniu. Tytuł doktora medycyny otrzymał na berlińskim Friedrich-Wilhelms-Universität w 1883 roku. W 1892 roku habilitował się. W 1922 roku został profesorem nadzwyczajnym urologii. Założył czasopismo Zeitschrift für Urologie.